# 齿叶蓼
齿叶蓼（学名：Fallopia denticulata）为蓼科何首乌属下的一个种。

## 扩展阅读
- 維基物種上的相關：齿叶蓼